# Josef Zulu
Josef ka Mataka Zulu, född omkring 1862 i Zuluriket, död i november 1927 i Dundee i Biggarsbergen i KwaZulu-Natal, var en sydafrikansk präst. 
Som ung kom Josef Zulu, även känd som prins mKhwelantaba, i kontakt med europeiska missionärer, och i början av 1879 följde han med den svenske pastorn Otto Witt till Sverige. Under sommaren reste de runt tillsammans och samlade pengar för missionen vid möten i kyrkor och bönhus i hela landet. Zulu döptes i Mariakyrkan i Helsingborg den 7 september 1879 och på nyåret 1880 kunde han påbörja sin utbildning till missionär på Johannelunds pastoratsinstitut i Bromma.
Efter fem år på skolan återvände Josef Zulu sommaren 1885 till Sydafrika. Han arbetade som evangelist och lärare på missionsstationen Oscarsberg, och blev senare föreståndare för stationen i Ifaye. År 1900 reste Josef Zulu tillbaka till Sverige. Han deltog i konferenser, och besökte flera församlingar och andra religiösa centra. På pingstdagen 1901 prästvigdes han, som den andre svarte mannen någonsin, i Uppsala domkyrka. Därefter återvände Josef Zulu till Sydafrika och arbetade vidare för kyrkan i hela sitt liv.